# Silicone Soul
Le groupe Silicone Soul est un duo écossais de DJ, compositeurs et producteurs de musique électronique originaire de la région de Glasgow, composé de Graeme Reedie et de Craig Morrison.

## Histoire du groupe

### Naissance du groupe
Graeme Reedie et Craig Morrison sont nés en Écosse à Milngavie, ville située à environ 10 kilomètres au Nord de Glasgow dans la région du East Dunbartonshire. Le duo y fait connaissance  alors qu'ils ne sont qu'adolescents. La vie de la région est en grande partie tournée autour du centre névralgique que constitue Glasgow et s'est naturellement que le duo s'y rend pour parfaire sa culture musicale. D'abord attiré par le rock ils fondent le groupe Dead City Radio qui n'a qu'une existence éphémère. Ils déclarent que leur attirance pour la musique électronique s'est faite après avoir vu un concert de Primal Scream. Primal Scream, groupe de rock écossais originaire de Glasgow n'hésite pas en effet à mélanger les sonorités rock classiques avec des sons beaucoup plus expérimentaux qui ont visiblement marqué le duo Silicone Soul. Le duo se met à mixer et à créer son propre univers musical. En 1996 ils mixent régulièrement dans le club Jungle Palace de la ville d'Inverness dans le nord de l'Écosse. Ils font la connaissance de nombreux DJ et se décident à monter leur propre label de musique Depth Perception Records avec les dénommés Peter Tagg et Chris Hodgins avec lesquels ils produisent leurs premiers titres Roy Is the Teacher et Seed/Yoni.

### Silicone Soul et Soma Records
C'est avec le label écossais Soma Records que la carrière de Silicone Soul prend de l'ampleur. Le label Soma Records a fait de la musique électronique son domaine de prédilection. C'est Soma Records qui a en effet produit les premiers succès du groupe Daft Punk. En signant le duo Silicone soul, elle continue son travail de précurseur de la nouvelle scène électronique de la fin des années 1990. Silicone Soul signe en 1997 et sort les titres Climbing Walls, All Night Long et Right On 4 tha Darkness qui annoncent la sortie de son premier album A Soul Thing en l'an 2000. Right on 4 the darkness constitue le premier gros succès international du duo.

## Création du label Darkroom Dubs
En 2003, Silicone Soul fondent leur propre label indépendant Darkroom Dubs, basé à Glasgow. La raison d'être de Darkroom Dubs est de promouvoir une musique électronique underground de qualité au-delà des genres, avec des artistes comme Sei A, Jet Project, Marc Poppcke, Afrilounge, Anthony Collins ... pour ne citer que ceux-là.

## Discographie
1997:
"Roy Is The Teacher" (Depth Perception)
1998:
"Yoni/ Seed" (Depth Perception)
"Climbing Walls/ The Strip" (Soma)
"All Nite Long" (Soma)
1999:
"Right On 4 Tha Darkness" (Soma)
"Nosferatu" (Soma)
2000:
"...A Soul Thing" Album/ CD/ LP (Soma)
"The Answer/ Right On, Right On" (Soma)
"Chic-O-Laa" (Soma)
2001:
"Right On!" (Virgin)
"...A Soul Thing" (Re-mastered)
Album/ CD (Soma)
2003:
Astrocats "I Need 2 Freak" (Darkroom Dubs)
2004
"Les Nocturnes/ Devil Drives" (Soma)
2005:
"Feeling Blue" (Soma)
"Staring Into Space" Album/ CD/ LP (Soma)
"The Poisoner’s Diary" (Soma) 2005
"Under A Werewolf Moon" (Soma)
"Right On!" (Soma Classics)
Astrocats "Back 2 Tha Playground” (Darkroom Dubs)
"Darkroom Dubs Volume One" Album/ CD (Darkroom Dubs)
2006:
"The Mephisto Waltz" (Soma 200)
"The Snake Charmer” (Soma)
"The Pact/ The Unforgiven Dub" (Soma)
"Save Our Souls" Album/ CD/ LP (Soma)
“Damascene Moments/
The White Rose Dub" (Soma)
2007:
"Bad Machines/ Stolen Sunset/ 3 am" (Soma)
"Burning Sands" (Originally Featuring On
"Staring Into Space") (Soma Coma)
2008:
"Save Our Souls - The Darkroom Dubs Mixes" (Soma)
"The Pulse E.P." (Soma)